# Araeotis fragilis
Araeotis fragilis là một loài bọ cánh cứng trong họ Cerambycidae.